# Natasha Hansen

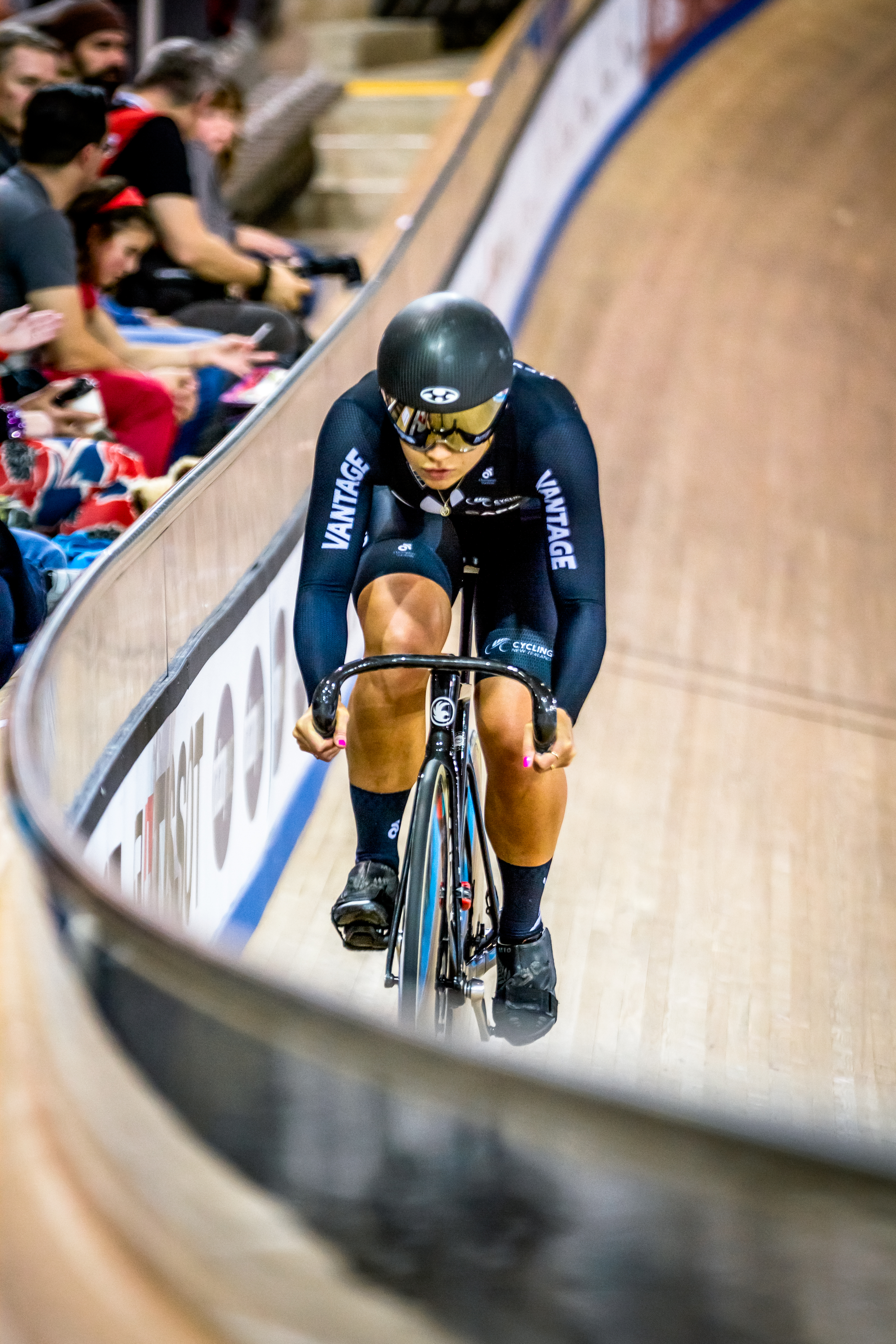
Hansen beim Bahn-Weltcup 2017 in Milton

Natasha Hansen (* 15. November 1989 in Auckland) ist eine neuseeländische Radsportlerin, die in den Kurzzeitdisziplinen auf der Bahn aktiv ist.

## Sportlicher Werdegang
2007 errang Natasha Hansen bei den ozeanischen Radsportmeisterschaften zwei Medaillen: Silber im Teamsprint gemeinsam mit Jocelyn Rastrick sowie Bronze im 500-Meter-Zeitfahren und wurde neuseeländische Junioren-Meisterin im Sprint. 2010 wurde sie neuseeländische Meisterin im Sprint der Frauen.
Anschließend legte Hansen eine Wettkampfpause ein, da sie nicht mehr motiviert sei, und machte eine Ausbildung zum Fluglotsen. 2012 qualifizierte sie sich für die Olympischen Spiele in London, wo sie 11. im Keirin und 12. im Sprint wurde.
2016 wurde Hansen für die Teilnahme an den Olympischen Spielen in Rio de Janeiro nominiert. Im Sprint belegte sie Platz neun, im Keirin Platz 13. Gemeinsam mit Olivia Podmore wurde sie Neunte im Teamsprint. Im Jahr darauf errang sie bei den Ozeanienmeisterschaften Silber im Keirin sowie Bronze im Sprint.
Nach den Spielen in Rio litt Natasha Hansen anderthalb Jahre lang unter starken Rückenbeschwerden, so dass sie den Radsport schon aufgeben wollte. Bei den Commonwealth Games 2018 sie dennoch drei Medaillen: Silber im Sprint sowie im Teamsprint (mit Emma Cumming) sowie Bronze im Keirin. Bei den Ozeanienmeisterschaften errang sie erneut zwei Medaillen. Beim Lauf des Weltcups in Cambridge gewann sie mit Olivia Podmore das Zweier-Mannschaftsfahren. Bei den folgenden Ozeanienmeisterschaften 2019/20 wurde sie Dritte im Keirin.
Im Oktober 2020 kündige Hansen ein, eine Pause im Leistungsradsport einzulegen, da ihr Rücken erneut Beschwerden verursache und sie sich zudem bei den nationalen Meisterschaften 2019 bei einem Sturz verletzt habe. Bis zum Frühjahr 2023 hatte sie keine weiteren Rennen bestritten.

## Trivia
2013 stieg Natasha Hansen in den Boxring, um gegen die Netball-Spielerin Keshia Grant anzutreten. Der Kampf fand statt im Rahmen der Wohltätigkeitsveranstaltung Fight for Christchurch.

## Erfolge
2007
- Ozeanienmeisterschaft – Teamsprint (mit Jocelyn Rastrick)
- Ozeanienmeisterschaft – 500-Meter-Zeitfahren
- Neuseeländische Junioren-Meisterin – Sprint

2010
- Neuseeländische Meisterin – Sprint

2013
- Neuseeländische Meisterin – Keirin, Teamsprint (mit Stephanie McKenzie)

2014
- Ozeanienmeisterschaft – Keirin, 500-Meter-Zeitfahren

2016
- Neuseeländische Meisterin – Sprint, 500-Meter-Zeitfahren (neuseeländischer Rekord: 34,209 Sek.)

2017
- Neuseeländische Meisterin – Sprint, 500-Meter-Zeitfahren

2017/18
- Ozeanienmeisterschaft – Keirin
- Ozeanienmeisterschaft – Sprint

2018
- Commonwealth Games – Sprint, Teamsprint (mit Emma Cumming)
- Commonwealth Games – Keirin

2018/19
- Ozeanienmeisterschaft – Sprint
- Ozeanienmeisterschaft – Keirin

2019
- Neuseeländische Meisterin – Sprint
- Weltcup in Cambridge – Zweier-Mannschaftsfahren (mit Olivia Podmore)

2019/20
- Ozeanienmeisterschaft – Keirin